# Darangdan (plaats)
Darangdan is een bestuurslaag in het regentschap Purwakarta van de provincie West-Java, Indonesië. Darangdan telt 5621 inwoners (volkstelling 2010).